# Владислав Цястонь
Владислав Цястонь (пол. Władysław Ciastoń; 16 грудня 1924, Краків — 4 червня 2021, Варшава) — польський генерал, начальник Служби безпеки МВС ПНР у 1981—1986 роках, заступник міністра внутрішніх справ ПНР до 1987 року. Відігравав видатну роль у політичних репресіях режиму ПОРП. Очолював органи держбезпеки у період соціально-політичної кризи та силового протиборства 1980-х років. Після зміни суспільно-політичної системи у Польщі неодноразово притягувався до судової відповідальності, але засуджений лише у 2018 році.

## Офіцер держбезпеки

### У регіональних управліннях
Початкову школу Цястонь закінчив у Кракові. У роки нацистської окупації навчався у хімічному технікумі. З 1942 року продовжував освіту у Варшавському політехнічному університеті. Після закінчення війни у червні 1945 року переїхав до Вроцлава, мав намір вступити до Вроцлавського технологічного університету, проте змінив свої плани.
З січня 1945 року Цястонь перебував в урядущій компартії ПРП, з 1948 року — ПОРП. За партійним набором у липні 1945 року вступив на службу в Міністерстві громадської безпеки (МГБ). Спочатку служив у слідчому відділі Вроцлавського міського управління, з листопада 1948 року до серпня 1949 року — слідчий Болеславецького повітського управління, потім знову у Вроцлаві.
Як офіцер МГБ Цястонь спеціалізувався на «економічній безпеці» та репресіях щодо селян-одноосібників і членів Польської народної партії Станіслава Миколайчика. Був знаний жорсткими методами, зокрема застосуванням тортур. Політично дотримувався ортодоксальних сталінських поглядів.

### У центральному апараті
У грудні 1949 року — червні 1954 року служив у Варшаві у центральному апараті МГБ. Був заступником начальника IV департаменту (на той час — «захист національної економіки»).
Після розформування МГБ Цястонь служив в аналогічних функціях у Комітеті громадської безпеки. Під час створення нової системи МВС ПНР перейшов до Служби безпеки ПНР (СБ). З січня 1957 року у званні майора — заступник начальника III департаменту МВС («боротьба з антидержавною діяльністю»).

### Відставка та повернення
Процеси польської десталінізації змусили Владислава Цястоня піти зі служби до МВС. З 1959 до 1971 рік працював в Інституті математичних машин Польської академії наук. Здобув докторський ступінь з хімії у Вроцлавському технологічному університеті.
У 1971 році Цястонь повернувся до СБ. обіймав видатну посаду заступника начальника III департаменту (начальниками були Станіслав Моравський та Адам Кшиштопорський). У 1979 році очолив Департамент IIIA з контролю над економікою. Був прихильником жорсткої лінії заступника міністра внутрішніх справ Богуслава Стахури. Мав військове звання генерала бригади.
У 1980—1981 роках генерал Цястонь виступав за силове придушення профспілки Солідарність. Його департамент займався оперативними заходами на заводах, протистояв виробничим осередкам «Солідарності». 16 серпня 1980 року поряд з генералом Юзефом Беймом (громадянька міліція) генерал Цястонь став заступником генерала Стахури в оперативному штабі МВС Lato 80.

## Начальник СБ

### Під час воєнного стану
У листопаді 1981 року Владислав Цястонь обійняв посаду начальника СБ МВС ПНР. Після введення воєнного стану 13 грудня 1981 року генерал Цястонь організовував табори інтернування, керував арештами активістів «Солідарності». Як керівник держбезпеки він належав до найближчих сподвижників глави карального апарату — міністра внутрішніх справ ПНР Чеслава Кіщака, члена Військової ради національного порятунку.
З діяльністю Цястоня пов'язується низка таємних вбивств, скоєних «невідомими злочинцями» (nieznani sprawcy). Серед загиблих 1982—1984 років — активіст опозиційної молоді Еміль Барчанський; лідери регіональних організацій «Солідарності» Ришард Ковальський, Богуслав Підборончинський, Тадеуш Фронс, Леслав Мартін, Збігнєв Шкарлат, Єжи Самсонович, Збігнєв Симонюк; один із лідерів Сільської Солідарності Петро Бартоще; члени Конфедерації незалежної Польщі Яцек Єж, Збігнєв Токарчик; ксьондз Хоноріуш Ковальський; дослідник Чорнобильської катастрофи Збігнєв Волошин. Під тиском СБ наклали на себе руки активісти «Солідарності» Єжи Зеленський і Казімєж Маєвський. Всі ці злочини формально залишилися нерозкриті. У 1983—1984 роках Цястонь брав участь у фабрикації хибної версії вбивства Гжегожа Пшемика, яка перекладала відповідальність з міліціонерів на невинних працівників швидкої допомоги.
Генерал Цястонь займав стосовно «Солідарності» непримиренно ворожу позицію. На зустрічі з представниками органів держбезпеки Варшавського договору у листопаді 1983 року у Софії він із урочистістю заявляв про «придушення спроби контрреволюції» й обіцяв «добитися повного знищення контрреволюційних сил». Виступаючи з ортодоксальних марксистсько-ленінських позицій, Цястонь різко засуджував своїх краян за прихильність до католицизму, західних цінностей, приватної власності, особливо на землю. Він зневажливо відгукувався про польську культуру, з презирством говорив про інтелектуалів, «штучно створених Заходом» — Чеслава Мілоша, Анджея Вайду.
У 1983 році Цястоню надали військове звання генерала дивізії. Перебував в Центральній комісії партійного контролю та Центральній контрольно-ревізійній комісії ПОРП.

### Справа Попелушко та друга відставка
У структурі СБ існувала Група «D» IV департаменту МВС ПНР. Цей особливий підрозділ вів боротьбу з польською Католицькою церквою, зокрема терористичними методами. 19 жовтня 1984 року офіцери Групи «D» капітан Пйотровський, поручик Хмелевський та поручик Пенкала викрали та вбили капелана «Солідарності» ксьондза Єжи Попелушко.
Вищі керівники ПОРП і ПНР — Войцех Ярузельський та Чеслав Кіщак — скористалися гучним скандалом, щоб усунути консервативний «партійний бетон», який заважав задуманим політичним маневрам. 23 жовтня вбивці Попелушка та їхнього безпосереднього начальника полковника Петрушка заарештували, у грудні постали перед судом і засудили до тривалих термінів ув'язнення. Незабаром пішли у відставку лідери «бетону» — Мирослав Мілевський, Стефан Ольшовський, Альбін Сивак. Богуслава Стахуру відсторонили з посади в МВС і перевели на дипломатичну службу ще 1983 року.
8 грудня 1984 року Цястоня заарештували. Його звинувачували у підбурюванні до вбивства Попелушка. Однак влада не зважилася засудити начальника держбезпеки як кримінального злочинця. 23 грудня Цястоня звільнили.
А втім, службові позиції Цястоня виявилися незворотно підірваними. У 1986 році його зняли з керівництва СБ (його змінив Генрик Данковський). Наступного року Цястонь залишив посаду заступника міністра внутрішніх справ і його направили послом до Албанії.

## Судове переслідування
У 1990 році, після зміни суспільно-політичного устрою Польщі, Владислава Цястоня звільнили з держслужби. Незабаром його разом із колишнім начальником IV департаменту СБ Зеноном Платеком притягнули до судової відповідальності за звинуваченням у вбивстві Попелушка. Проте через формальний брак доказової бази Платека та Цястоня виправдали 1994 року.
У 2002 році Цястонь знову постав перед судом — за нововідкритими обставинами вбивства Попелушка та за звинуваченням у тортурах політв'язнів 1940-х років. Прокуратура вимагала для Цястоня дванадцяти років ув'язнення. Однак процес закінчився аналогічно першому: у 2004 році Цястоня виправдали через брак доказів. Тому Цястонь вважався юридично невинним і при цьому отримував досить високу пенсію — 8 тисяч злотих.
Третій процес над Цястонем розпочався у 2012 році. Його ініціював Інститут національної пам'яті. Разом з Цястонем залучили генерала СБ Юзефа Сасіна (спочатку також колишнього міністра оборони ПНР Флоріана Сивицького, але його швидко звільнили за станом здоров'я).
Цього разу Цястонь звинувачувався у жорстокому поводженні з примусово ізольованими при воєнному стані. Було встановлено, що понад триста активістів «Солідарності», формально покликаних на військові навчання, у 1982—1983 роках на полігоні поблизу Хелмно утримувалися на морозі та залучалися до примусової праці згідно з директивами Цястоня. При цьому зазначалося, що СБ використовувала армію у своїх цілях ідеологічної боротьби з екстремізмом.
Подані докази суд вважав незаперечними. 22 лютого 2018 року 93-річного Владислава Цястоня та 84-річного Юзефа Сасіна засудили до двох років ув'язнення.

## Смерть та похорон
Владислав Цястонь помер у віці 96 років (його смерть припала на 4 червня — польський День свободи та громадянських прав). Похований на варшавському цвинтарі Військові Повонзки. Поховання Цястоня на «цвинтарі стійких солдатів і національних героїв» викликало протести антикомуністичної громадськості.
Від імені уряду й урядущої партії Право та справедливість було заявлено, що цвинтарі перебувають у віданні міської влади Варшави. Проте пресслужба столичної адміністрації відмежувалась від відповідальності та попросила «не втягувати в цю тему». Уточнювалося, що Цястонь похований у сімейній могилі, на що не потрібно спеціального дозволу.